# Brachycephalus pulex
Brachycephalus pulex, llamado vulgarmente sapo pulga, es una especie de anfibio anuro de la familia Brachycephalidae. Es considerado el vertebrado más pequeño conocido.

## Distribución geográfica
Esta especie es endémica del estado de Bahía en Brasil. Se encuentra entre los 200 y 950 m sobre el nivel del mar en la Serra Bonita en Camacan.

## Descripción
Esta especie mide 8 mm.

## Publicación original
- Napoli, Caramaschi, Cruz & Dias, 2011: A new species of flea-toad, genus Brachycephalus Fitzinger (Amphibia: Anura: Brachycephalidae), from the Atlantic rainforest of southern Bahia, Brazil. Zootaxa, vol. 2739, p. 33-40.[3]